# Ford Zephyr
Ford Zephyr er en bil i den øvre mellemklasse, der blev fremstillet af Ford of Britain fra 1950 til 1972. Zephyr blev også solgt i luksusudgaver under mærkerne Ford Zodiac og Ford Executive og var den største personbil i britisk Fords modelprogram fra 1950 og indtil modellen blev afløst af Consul- og Granada-modellerne i 1972.
Udgaven med fire cylindere blev oprindeligt solgt under mærket Ford Consul, men fra 1962 blev både fire- og seks-cylinderudgaverne solgt under mærket Zephyr.

## Historie
Første udgave af Ford Consul og Zephyr blev første gang præsenteret for offentligheden på Earls Court Motor Show i 1950. De nye modeller skulle afløse Fords daværende modeller, der var udviklet før krigen og som var teknisk og designmæssigt forældede. Den nye Consul og den nye Zephyr var nye konstruktioner med selvbærende karrosseri og var som de første britisk masseproducerede biler fremstillet med MacPherson-ophæng. Consul var basismodellen, og Zephyr var en forlænget Consul med en 6-cylindret rækkemotor.
Produktionen af Consul (Mk I) blev igangsat den 1. januar 1951 og fortsatte til 1956. I april 1956 blev næste generation (Mk II) af Consul, Zephyr og Zodiac introduceret og fik i Storbritannien tilnavnet "The Three Graces" (De tre gratier). Mark II-modellerne solgte godt og blev fremstillet indtil 1962, hvor de blev afløst af en ny model. Ford opgav i den forbindelse mærket Consul, og den nye model blev herefter alene solgt som Zephyr, Zephyr 4 for den firecylindrede udgave og Zephyr 6 for udgaven med seks cylindere.
Ford Zodiac, der indtil Mk III i realiteten blot var en Zephyr med højere udstyrsniveau og mindre forskelle, blev med Mk III udgaven en noget mere forskellig bil med langt færre komponenter til fælles med Zephyr. Med tredje generation af Zephyr lykkedes det Ford at få løst en række af de problemer, der havde været med Mk I (aksler) og Mk II (gearkasser) og Mk III var væsentlig mere driftssikker end forgængerne. Modellen solgte som Mk II godt i Storbritannien og på eksportmarkederne, men var i produktion kortere tid, bl.a. på grund af den hastige udvikling inden for automobilindustrien på dette tidspunkt. Produktionen af Mark III ophørte i januar 1966, og en helt ny fjerde generation af Zephyr/Zodiac blev introduceret i april 1966. Udviklingen af fjerde generation blev dog hastet igennem, og modellen havde i modsætning til sin forgænger en række kvalitetsproblemer. Mk IV var den første britiske bil i mellemklassen, der havde skivebremser på bagakslen.
Zephyr var den sidste bil, der blev konstrueret af Ford of Britain. Ford søgte i slutningen af 1960'erne at integrere sine europæiske virksomheder og ønskede fælles europæiske modeller udviklet og produceret i samarbejde mellem det britiske Ford og den tyske afdeling, Ford-Werke. Afløseren for Zephyr var den britisk/tyske Ford Granada/Consul.
Ford Zephyr blev fremstillet på flere af Ford Motor Companys oversøiske fabrikker, men aldrig i Nordamerika. Nogle få blev importeret til USA. Ford havde dog benyttet navnet Zephyr i Nordamerika i 1936 for Lincoln Zephyr (en mindre udgave af den store Lincoln-sedan, der blev solgt på daværende tidspunkt, ligesom Ford i slutningen af 1970'erne solgte en dyrere udgave af Ford Fairmont som Mercury Zephyr.

## Første generation, Mark I

### Zephyr Six (ellerZephyr Mark I)
Den første udgave af Zephyr var en forlænget udgave af den fire-cylindrede 1508 cc Ford Consul i en 2262 seks-cylindret udgave med 68 hk. Som Consul blev Zephyr leveret med en tre-trins gearkasse, der blev styret af en gearstang monteret i ratstammen (ratgear). Affjedringen fortil var konstrueret med det, der senere blev kaldt MacPherson-ophæng, men på bagakslen et traditionelt fjederophæng.
Bilen blev produceret som fire-dørs sedan, stationcar og som en to-dørs cabriolet. Den store Ford konkurrerede primært mod General Motors' Vauxhall Wyvern og Vauxhall Velox.
Ford Zephyr blev i England fremstillet på Fords fabrik i Dagenham og på den irske fabrik i Cork. Modellen blev også fremstillet på Fords samlefabrik i New Zealand. Da Dronning Elisabeth besøgte New Zealand i begyndelsen af 1950'erne, besøgte hun samlefabrikken, hvor hun overværede samlingen af Zephyr'er.
Ved en test arrangeret af det britiske magasin The Motor i 1951 blev der målt en tophastighed på 128,4 km/t og en acceleration fra 0-97 km/t på 20,2 sekunder. Brændstofforbruget var 11,9 liter pr. 100 km (8,4 km pr. liter brændstof). Den testede bil kostede £842 inklusive afgifter, men var udstyret med læderindtræk, varmeanlæg og radio.
Inden for motorsport havde modellen succes. I 1953 vandt en Zephyr Six Monte Carlo Rally foran en Jaguar Mark VII og i 1955 vandt bilen East African Safari Rally.
- Ford Zephyr Mark I
- Zephyr Six fra siden
- Bagfra
- Ford Zephyr Convertible (Mark I)

### Zephyr Zodiac (eller Zodiac Mark I)
Zephyr Zodiac (eller Zodiac Mark I) blev introduceret på London Motor Show i efteråret 1953 og var en eksklusiv udgave af Zephyr-modellen. Zodiac var lakeret i to farver, havde læderindtræk, varmeanlæg, sprinklere, hvide dæk, fjernlys og i tidens mode masser af krom. Motoren havde højere kompression – 7,5:1 i stedet for 6,8:1 – hvilket gav motoren 71 hk.
En Zodiac testet af The Motor i 1955 viste, at bilen havde tophastighed på 130 km/t og en acceleration fra 0-97 km/t på 20,2 sekunder. Brændstofforbruget var 12,7 l/100km (7,9 km/l). Den testede bil kostede £851 inklusive afgifter.
Zodiac blev ikke fremstillet som cabriolet, men enkelte stationscars blev produceret.
|                    |
| Ford Zodiac Mark I |

|               |
| Set fra siden |

|                      |
| Zodiac ornamentering |

## Mark II

### Zephyr Mark II
Anden generation af Consul, Zephyr og Zodiac blev sendt på markedet i 1956. De seks-cylindrede bilers motorer blev forøget til 2553 cc, hvilket gav 86 hk. Akselafstand og bredde blev forøget, ligesom vægtfordeling og venderadius blev forbedret. Tophastigheden var nu 142 km/t og brændstofforbruget forbedret til 10 l/100km (10 km/l).
Zephyr i anden generation havde også en høj og en lav model; forskellen var 43,7 mm i højden. Udover højdeforskellen havde den høje udgave et opretstående instrumentpanel, hvorimod den lave et mere traditionelt instrumentpanel.
Mk II blev fortsat leveret med en tretrins gearkasse med mulighed for tilvalg af overdrive og automatgear. Modellerne blev oprindeligt leveret med tromlebremser på alle fire hjul, men fra 1960 kunne skivebremser tilkøbes, og fra 1961 var skivebremser standard.
En test af The Motor i 1961 målte tophastighed på 142,1 km/t og acceleration fra 0-97 km/t på 17,0 sekunder. Brændstofforbruget blev målt til 11,5 l/100km (8,7 km/l). Den testede bil kostede £1193 inklusive afgifter.
Bilen blev produceret i Storbritannien, hvor modellen solgte godt på hjemmemarkedet. Modellen blev også eksporteret til andre europæiske lande, herunder Danmark, hvor modellen også var populær, primært i den mindre Consul-udgave med fire cylindre.
Zephyr blev også produceret på Fords fabrikker i Australien og New Zealand. De australske og New Zealandske udgaver afveg en smule i designet i forhold til den britiske udgave; bl.a. var bilens C-stolpe lige i stedet for at være afrundet som på den britiske udgave. Fra 1962 blev produktionen i Australien ændret til at samle europæiske udgaver af modellen. Ford i Australien planlagde et facelift af Mark II for at skærpe konkurrencen med ærkerivalen, GM's Holden, men på grund af britisk Fords meget høje priser for udstyr til produktionsanlægget, valgte Ford i Australien i stedet af fremstille en lokal udgave af den nordamerikanske Ford Falcon, der var langt billigere at fremstille end Zephyr. Mark III af Zephyr blev derfor ikke fremstillet i Australien.
- Ford Zephyr Mark II "Lowline" sedan
- Ford Zephyr Mark II cabriolet
- Ford Zephyr Mark II stationcar

### Zodiac Mark II
Zodiac Mark II blev fremstillet med en række detaljer, der adskilte modellen fra de billigere varianter. Zodiac havde en mere markant bagende med kraftigere "finner", en anden kølergrill og mere brug af krom i ornamenteringen. Modellen blev fortsat solgt med hvide dæk.
Bilens ydelse var noget kraftigere end Zephyrs.
Zodiac blev også fremstillet i en stationcar udgave med karrosseri fra Abbott.
- Zodiac Mark II
- Zodiac cabriolet
- Stationcarudgave

## Mark III

### Zephyr Mark III
I april 1962 kom tredje generation af Consul/Zephyr/Zodiac. Tredje generation havde samme undervogn som Mk II, men var bortset derfra gennemgribende anderledes. Den nye Mk III var designet af canadieren Roy Brown, der også havde været involveret i Fords mislykkede store amerikanske satsning Ford Edsel og den succesrige britiske Ford Cortina. Bagenden var inspireret af et design fra Frua. Karrosseriet var kraftigere end tidligere, og Ford fik med Mk III løst en række af de problemer, der havde plaget de foregående modeller.
Ford opgav Consul-navnet for de mindre modeller og solgte herefter de 4-cylindrede varianter som Zephyr 4 og de 6-cylindrede som Zephyr 6. Zodiac-mærket blev fortsat benyttet for luksusudgaven. De to modeller havde samme størrelse, men grillen var forskellig.
Den 4-cylindrede 1703 cc-motor fra Consul Mk II blev fortsat benyttet i Zephyr 4. Zephyr 6 blev også leveret med samme 2553 cc motor som forgængeren, men med højere kompression, hvilket gav 20 ekstra hk og højere moment. Mark III blev leveret med fuldt synkroniseret fire-trins gearkasse med mulighed for tilkøb af overdrive eller automatgear. Skivebremser på forhjulene var standard.
Modellen fik et lille facelift i sin levetid, hvor frontens design blev ændret en smule ved at sænke grillen og ved at flytte bogstaverne Zephyr fra motorhjelmen til under hjelmen, ligesom "4"-mærket på grillen blev fjernet fra Zephyr 4's grill.
- Fronten af Zephyr 4
- Fronten af Zephyr 6
- Bagende af Zephyr 4
- Bagende af Zephyr 6
- Stationcar udgave (Abbott)
- Stationcar bagfra

### Zodiac Mark III
Zodiac var en luksusudgave af Zephyr 6, der adskilte sig på en række markante punkter, herunder bagdøre i limousine-stil, smallere C-stolpe, skarpere bagende, anderledes kølergrill med fire forlygter, anderledes kofangere m.v. samt en opgraderet kabine og instrumentbræt. Motoren var modificeret til at yde 109 hk, og bremserne havde bremseforstærker.
En Zodiac Mk III blev testet af The Motor i 1962, der målte en tophastighed på 162 km/t og acceleration fra 0-97 km/t på 13,4 sekunder. Brændstofforbruget blev målt til 12,5 l/100km (8,0 km/l). Den testede bil kostede £1070 inklusive afgifter.
Ford Australien byggede ikke Mk III, men Ford New Zealand fortsatte produktion af tredje generation af Zephyr 4 og 6 og af Zodiac.
- Zodiac
- Zodiac bagfra
- Ford Zodiac Mark III stationcar

## Mark IV

### Zephyr Mark IV
Ford of Britain begyndte i 1961 at udvikle en helt ny Zyphyr, der skulle drives af Fords nye V-motorer fremfor de rækkemotorer, der hidtil var blevet anvendt. Da V-motorer fylder mindre, udgjorde Zephyrs traditionelt lange font en udfordring, der blev løst ved at placere reservehjulet foran i motorrummet. Resultatet af den nye model blev en bil med samme størrelse som Ford Motor Companys nordamerikanske Ford Fairlane.
Mark IV blev introduceret i begyndelsen af 1966 med nye V-motorer; Zyphyr 4 med Taunus' 1996 cc V4 og Zephyr 6 med den britiske 2495 cc V6 Essex. Modellen var udstyret med bremseforstærker og skivebremser på alle fire hjul.
Udviklingen af modellen var dog hastet igennem og der opstod kritik af bilens køreegenskaber, hvor særlig bilens uheldige tendens til at baghjulene skred ud i vådt føre, var et af dem. Problemet blev søgt løst ved at introducere radialdæk som standard. Der var tillige kritik af, at det krævede en "stærk chauffør" for at dreje den tunge forende, et problem som Ford søgte at løse ved at introducere servostyring på de dyre Zodiac og Executive modeller. Af omkostningsmæssige hensyn blev servostyring ikke en mulighed for Zephyr, men Ford forsøgte at gøre styringssystemet nemmere at håndtere på senere modeller i Mk IV serien.
Selvom Zephyr var stor, var den ikke specielt luksuriøs og ikke specielt rummelig i kabinen. Bilen kunne mod ekstrabetaling leveres med individuelle forsæder, men bilens standard forsædebænk blev af en motorjournalist beskrevet som udviklet til personer lavere end 1,72 cm med det højre ben 8 cm kortere end det venstre.
En stationcarudgave blev præsenteret i oktober 1966 til levering i januar 1967. Det blev ikke solgt nok stationcars til at retfærddigøre produktion på fabrikken i Dagenham, så produktionen af stationcars blev som tidligere givet til Abbott, der samlede bilerne på grundlag af dele leveret af Ford.
En særlig eksportudgave med en 3 liter motor blev udviklet til salg uden for Storbritannien. Udgaven var populær i bl.a. New Zealand, hvor modellen blev produceret på Fords lokale fabrik, ligesom den blev produceret i Sydafrika.
Ford havde i 1967 slået sine tyske og britiske virksomheder sammen under Ford of Europe og havde siden arbejdet på at udvikle fælles modeller for hele det europæiske marked. I Vesttyskland skulle luksusudgaverne af Taunus P7 (26M) opgraderes, ligesom Zephyr solgte skuffende, og Ford of Europe udviklede derfor en ny europæisk Ford, der bl.a. skulle konkurrere med GM's Opel Rekord, British Leylands Rover P6 og Triumph 2000, og Audi 100. Den nye fælles Ford blev Ford Grenada, der afløste Zephyr i 1972, hvor produktionen af Zephyr blev indstillet.
- Ford Zephyr 4 Mark IV
- Ford Zephyr 6 Mark IV: Deluxe-udgaven havde en falsk kølergrill mellem forlygterne

### Zodiac and Executive Mark IV
Zodiac Mark IV og "Executive" havde fire forlygter og en opgraderet 2994 cc V6-motor med 140 hk samt en række ekstraudstyr i forhold til Zephyr.
Ford prissatte Zodiac med et større spænd i forhold til Zephyr end tidligere, men oplyste allerede i januar 1967 at produktionen ville blive reduceret på grund af skuffende salg og også for at allokere yderligere produktionsressourcer til produktion af den storsælgende Ford Cortina.
En særlig "Executive"-udgave med de højeste specifikationer blev solgt i Storbritannien. Executive havde automatgear (eller overdrive som valgfri mulighed), servostyring og soltag som standard, tillige med valnødspaneler i kabinen, justerbare forsæder, rulle-sikkerhedsseler, baklys, tågelygter og radio.
En Ford Executive blev testet af magasinet Autocar i 1967, der målte en tophastighed på 160 km/t og acceleration fra 0-97 km/t på 13,1 sekunder. Brændstofforbruget for den ganske tunge bil var 16,4 l/100 km (6,1 km/l), der dog var bedre end konkurrenten Vauxhall Viscounts, der blev solgt til £1.483, lidt under Fords pris på £1.567 for Ford Executive.
- Ford Zodiac 1971
- Ford Zodiac Mark IV stationcar
- Ford Executive 1967
- Ford Executive 1966